# Forlanini Dirigeables
Sous le terme générique de dirigeables Forlanini, on désigne les dirigeables semi-rigides développés par le pionnier de l'aviation italienne Enrico Forlanini, durant la période allant du début du XXe siècle jusqu'aux années 1930. Ses dirigeables, comme ceux de l'allemand Groß-Basenach, ont été les premiers à disposer d'une nacelle de pilotage solidaire avec l'enveloppe pour réduire la traînée aérodynamique. En outre, dans son dernier projet, l'Omnia Dir qui a volé en 1931, un an après son décès, Forlanini avait mis au point la première utilisation pratique des jets d'air comprimé pour le contrôle directionnel d'un aéronef au sol.

## Histoire
Une rencontre fortuite à Rome avec le capitaine du génie, Cesare Dal Fabbro, à qui il propose un vol en ballon, induit Alberto Forlanini à s'intéresser aux dirigeables, considérant que cela pouvait représenter une réponse immédiate au problème du transport aérien.
Il commence alors à travailler sur le futur prototype Forlanini F1 (Leonardo da Vinci). La construction débute en 1901 et l'aéronef comporte deux caractéristiques d'avant garde : conception semi-rigide, avec une poutre réticulée rigide et d'une nacelle de pilotage solidaire avec l'enveloppe pour réduire la traînée aérodynamique.
Si le premier dirigeable semi-rigide italien en 1908 fut le N.1 de Gaetano Arturo Crocco, les dirigeables militaires italiens utilisés durant la Première Guerre mondiale furent des semi-rigides avec une poutre de quille (rigide puis articulée) tout comme les appareils conçus par Umberto Nobile. Forlanini devance quelque peu Crocco dans cette voie mais comme les deux ingénieurs n'entretiennent aucun rapport, c'est Crocco qui présente le premier son aéronef.
Le principe d'avoir la nacelle de pilotage englobée dans l'enveloppe générale pour réduire la trainée aérodynamique ne sera généralisée qu'après la fin de la guerre. Les dirigeables conçus par Forlanini et le modèle allemand Basenach M IV étaient les seuls à disposer de cette avancée technique.
Forlanini avait sous-estimé les moyens nécessaires (il était alors le seul à financer son projet) ainsi que les difficultés pour la construction, en particulier la difficulté de trouver des moteurs adaptés. Un autre pionnier italien de ce secteur, Almerico de Schio rencontra exactement le même problème. Le dirigeable F.1 de Forlanini fut en mesure d'effectuer son premier vol le 22 juillet 1909.
Vu le succès et la publicité retentissante liée à cet exploit, Forlanini entreprit sans attendre la réalisation d'un projet plus ambitieux, le Forlanini F.2 (Città di Milano). Des fonds furent levés à travers une souscription nationale, comme l'avait fait son concurrent Ferdinand von Zeppelin. Les principaux donateurs furent la ville de Milan, la caisse d'epargne des Provinces Lombardes et l'armée italienne. L'aéronef vola pour la première fois le 17 août 1913. Après plus de 42 ascensions, le dirigeable rencontra fut détruit le 9 avril 1914 lorsqu'il fut contraint à un atterrissage d'urgence à cause d'une déchirure sur son enveloppe causée par l'arrachage d'une de ses amarres lors de très fortes rafales de vent. Pendant les opérations de récupération du gaz du ballon, l'hydrogène qui s'était déversé au sol à proximité s'enflamma, certainement à cause de l'imprudence d'un des nombreux curieux, et l'appareil brûla entièrement.
Peu après ce terrible incident, Forlanini reçut une commande du Gouvernement britannique pour trois appareils du nouveau modèle, le Forlanini F.3 (Città di Milano 2). À cause du déclenchement de la Première Guerre mondiale, Forlanini ne put livrer son premier dirigeable. Quasiment en même temps que la commande britannique arrivait à Milan, le Gouvernement du Roi d'Italie passait commande de 3 appareils, les Forlanini F.4, F.5 et F.6. Ces trois appareils furent utilisés, tout comme le F.3 pour les Britanniques, lors du conflit armé par le Regio Esercito et la Regia Marina,.
Une fois la guerre terminée, Forlanini tenta la reconversion de ses dirigeables en version civile pour le transport de passagers, comme le faisait le conte von Zeppelin depuis 1909 en Allemagne avec la DELAG. En juin 1919, il effectua un vol inaugural Milan-Venise. D'autres liaisons furent étudiées, Rome-Naples et Rome-Pise-Milan. Ces liaisons ne connurent pas le succès escompté pour les maintenir en activité et le projet fut rapidement abandonné.
Le dernier dirigeable que Forlanini réalisa fut le Forlanini Omnia Dir qui vola la première fois en 1931, l'année qui suivit son décès. Avec cet appareil d'avant garde, Forlanini avait résolu les problèmes de manœuvre au sol, grâce à l'utilisation de jets d'air comprimé placés dans les trois directions.

## La société Leonardo da Vinci
Retranscription du texte originel rédigé par Enrico Forlanini pour présenter les caractéristiques et les avantages des dirigeables dans son catalogue :
« La société LEONARDO DA VINCI a été créée en 1907. Elle a bénéficié de l'ensemble des travaux de recherche de l'ingénieur Enrico FORLANINI effectués sur ses fonds privés. Elle a pu porter à son terme la construction du dirigeable |F1 (Leonardo da Vinci) dont la réalisation a débuté par son concepteur dans son premier atelier, le "Chantier de constructions aéronautiques de Crescenzago".

Le Forlanini F1 est un petit dirigeable expérimental, lancé en 1909, qui a servi à démontrer exactement les principaux concepts théoriques qui l'ont justifié : résistance à l'avancement minimale et grande efficacité globale du système de propulsion du moteur.
À la suite de ces résultats prometteurs, la société Leonardo da Vinci a été chargée de construire, avec les fonds recueillis par une souscription publique nationale, un dirigeable plus grand. Ce sera le F2 (Città di Milano), pour l'armée du Roi d'Italie.
Ce second dirigeable, lancé en 1913, a été détruit dans un incendie sur le terrain alors que l'appareil avait terminé son vol et était en phase de démontage.
Les excellentes qualités de navigation du F2 mises en évidence lors du vol a rapporté à la société la commande d'un dirigeable F2 de la part de l'Amirauté anglaise et de trois autres de la part de l'Italie. Le brusque déclenchement de la Première Guerre mondiale et les difficultés qui en découlaient entrainèrent l'annulation de la commande britannique.
Le dirigeable commandé de par l'Angleterre qui était en cours de construction, un Forlanin F3, a été réquisitionné par l'administration militaire italienne qui avait commandé trois autres aéronefs, les F4, F5 et F6,.
Grâce à ces réalisations successives, des améliorations ont été apportées à chaque modèle fabriqué en fonction des rapports de fonctionnement communiqués par les utilisateurs au quotidien. Si les différences entre les premiers exemplaires furent nombreuses et relativement importantes, celles entre les modèles F4 et F6 sont insignifiantes.
Lorsque les commandes cumulées avec le modèle F3 furent telles que l'activité de la sSociété prenait un caractère industriel, la société dû s'organiser pour y faire face et fit construire une extension des ateliers situés à proximité du chantier aéronautique militaire de Milan, Piazza d'Armi Nuova di Baggio.

Compte tenu de cette nouvelle organisation et la garantie que ses productions ne sont plus sujettes à modifications, la société Leonardo da Vinci est en mesure de prendre des engagements pour la construction rapide de dirigeables de ce type, même en grande série. »
— Milan, Novembre 1916.